# Airone Pallavolo 2004-2005
Questa voce raccoglie le informazioni riguardanti l'Airone Pallavolo nelle competizioni ufficiali della stagione 2004-2005.

## Stagione
La stagione 2004-05 è per l'Airone Pallavolo, sponsorizzato dalla Terra Sarda, la prima in Serie A1, dopo aver ottenuto la promozione dalla Serie A2, vincendo i play-off promozione; la squadra viene affidata nuovamente all'allenatore autore della promozione, Mauro Marasciulo, anche se a campionato in corso, visti gli scarsi risultati, viene sostituito da Giuseppe Cuccarini: la rosa viene completamente stravolta rispetto alla stagione precedente e tra gli acquisti quelli di Nataša Osmokrović, Tat'jana Men'šova e Branka Sekulić.
L'avvio in campionato si apre con una sconfitta, mentre la prima vittoria arriva alla seconda giornata contro l'Asystel Volley per 3-2; dopo una serie di altre tre partite concluse al tie-break, di cui due vinte, inizia una lunga serie negative, che vede la squadra perdere tutte le gare nel corso del girone: questo viene concluso al terz'ultimo posto in classifica. Il girone di ritorno si apre con tre insuccessi consecutivi, poi due vittorie di fila contro il Forlì ed il Volley Modena, regalano punti preziosi in chiave salvezza alla squadra: il resto del campionato è caratterizzato da altre due vittorie e tutte sconfitte; il club di Tortolì termina la regular season al decimo posto, risultato utile alla salvezza, ma non alla qualificazione ai play-off scudetto.
Tutte le squadre partecipanti alla Serie A1 2004-05 sono di diritto qualificate alla Coppa Italia: l'Airone Pallavolo esce però nella fase a gironi, ottenendo su quattro partite disputate una sola vittoria contro il Volley Modena, chiudendo all'ultimo posto in classifica.

## Organigramma societario
Area direttiva
- Presidente: Antonello Nieddu

Area tecnica
- Allenatore: Mauro Marasciulo (fino al 20 dicembre 2004), Giuseppe Cuccarini (dal 6 gennaio 2005)
- Allenatore in seconda: Gaetano Capasso (fino al 20 dicembre 2004), Efisio Asoni (dal 6 gennaio 2005)

Area sanitaria
- Medico: Domenico Lerede
- Fisioterapista: Luca Murru

## Rosa
| N° | Nome                 | Ruolo | Data di nascita   | Nazionalità sportiva |
| -- | -------------------- | ----- | ----------------- | -------------------- |
| 1  | Nataša Osmokrović    | S     | 27 maggio 1976    | Croazia              |
| 2  | Agata Karczmarzewska | S/O   | 27 giugno 1978    | Polonia              |
| 5  | Maria Likhtenchtein  | P     | 7 febbraio 1976   | Croazia              |
| 7  | Tat'jana Men'šova    | S     | 13 gennaio 1970   | Kazakistan           |
| 9  | Branka Sekulić       | C     | 23 agosto 1971    | Serbia e Montenegro  |
| 11 | Manuela Caponi       | S     | 20 luglio 1979    | Italia               |
| 12 | Mirela Sesti         | L     | 25 ottobre 1966   | Italia               |
| 14 | Alica Székelyová     | P     | 5 gennaio 1981    | Slovacchia           |
| 15 | Meika Wagner         | C     | 14 settembre 1973 | Stati Uniti          |
| 16 | Valentina Conte      | L     | 18 giugno 1979    | Italia               |
| 18 | Elisa Muri           | P     | 10 giugno 1984    | Italia               |

## Mercato
| Acquisti | Acquisti             | Acquisti       | Acquisti   |
| R.       | Nome                 | da             | Modalità   |
| -------- | -------------------- | -------------- | ---------- |
| C        | Manuela Caponi       | Lodi           | definitivo |
| L        | Valentina Conte      | ?              | definitivo |
| S/O      | Agata Karczmarzewska | PTPS           | definitivo |
| P        | Maria Likhtenchtein  | ?              | definitivo |
| S        | Tat'jana Men'šova    | Vicenza        | definitivo |
| P        | Elisa Muri           | Libertas Forlì | definitivo |
| S        | Nataša Osmokrović    | Chieri         | definitivo |
| C        | Branka Sekulić       | ?              | definitivo |
| L        | Mirela Sesti         | Altamura       | definitivo |
| P        | Alica Székelyová     | Forlì          | definitivo |
| C        | Meika Wagner         | Vicenza        | definitivo |

| Cessioni | Cessioni            | Cessioni    | Cessioni   |
| R.       | Nome                | a           | Modalità   |
| -------- | ------------------- | ----------- | ---------- |
| S        | Stefania Ancona     | Altamura    | definitivo |
| S        | Augusta Barboza     | Collecchio  | definitivo |
| C        | Elena Busso         | Corridonia  | definitivo |
| S        | Micaela Catelli     | Cavazzale   | definitivo |
| S        | Alessandra Fratoni  | Club Padova | definitivo |
| S        | Daniela Ginanneschi | Collecchio  | definitivo |
| L        | Marianna Iadarola   | Arzano      | definitivo |
| P        | Francesca Mari      | Cavazzale   | definitivo |
| C        | Fulvia Pace         | ?           | definitivo |
| C        | Alessia Pellecchia  | Sacrata     | definitivo |
| P        | Cristiana Spano     | Forlì       | definitivo |
| L        | Michela Spazzoli    | ?           | definitivo |

## Risultati

### Serie A1

#### Girone di andata
| 1ª giornata - 10 ottobre 2004 PalaTriccoli, Jesi                   | Giannino Pieralisi | 3 - 1 | Airone            | 25-16, 19-25, 25-19, 25-22        |
| 2ª giornata - 17 ottobre 2004 Palazzetto dello Sport, Bari Sardo   | Airone             | 3 - 2 | Asystel           | 22-25, 25-18, 25-20, 15-25, 15-9  |
| 3ª giornata - 3 novembre 2004 PalaMaddalene, Chieri                | Chieri             | 3 - 2 | Airone            | 14-25, 25-17, 25-17, 19-25, 15-13 |
| 4ª giornata - 31 ottobre 2004 PalaGalassi, Forlì                   | Forlì              | 2 - 3 | Airone            | 25-18, 19-25, 25-21, 19-25, 13-15 |
| 5ª giornata - 7 novembre 2004 Palazzetto dello Sport, Bari Sardo   | Airone             | 3 - 2 | Modena            | 25-23, 25-12, 19-25, 17-25, 15-9  |
| 6ª giornata - 14 novembre 2004 Palazzetto dello Sport, Bari Sardo  | Airone             | 0 - 3 | Robursport Pesaro | 19-25, 18-25, 20-25               |
| 7ª giornata - 21 novembre 2004 Palasport Città di Vicenza, Vicenza | Vicenza            | 3 - 0 | Airone            | 25-16, 25-23, 25-20               |
| 8ª giornata - 5 dicembre 2004 Palazzetto dello Sport, Bari Sardo   | Airone             | 0 - 3 | Bergamo           | 20-25, 15-25, 23-25               |
| 9ª giornata - 12 dicembre 2004 PalaBigi, Reggio nell'Emilia        | Reggio Emilia      | 3 - 2 | Airone            | 25-21, 29-27, 22-25, 20-25, 15-11 |
| 10ª giornata - 19 dicembre 2004 Palazzetto dello Sport, Bari Sardo | Airone             | 1 - 3 | Santeramo         | 25-21, 18-25, 21-25, 21-25        |
| 11ª giornata - 22 dicembre 2004 PalaEvangelisti, Perugia           | Sirio Perugia      | 3 - 0 | Airone            | 25-18, 25-14, 25-18               |

#### Girone di ritorno
| 12ª giornata - 9 gennaio 2005 Palazzetto dello Sport, Bari Sardo    | Airone            | 0 - 3 | Giannino Pieralisi | 18-25, 23-25, 23-25        |
| 13ª giornata - 16 gennaio 2005 PalaDalLago, Novara                  | Asystel           | 3 - 0 | Airone             | 25-22, 25-16, 28-26        |
| 14ª giornata - 23 gennaio 2005 Palazzetto dello Sport, Bari Sardo   | Airone            | 0 - 3 | Chieri             | 16-25, 23-25, 19-25        |
| 15ª giornata - 30 gennaio 2005 Palazzetto dello Sport, Bari Sardo   | Airone            | 3 - 1 | Forlì              | 25-17, 21-25, 25-18, 25-21 |
| 16ª giornata - 13 febbraio 2005 PalaPanini, Modena                  | Modena            | 0 - 3 | Airone             | 20-25, 18-25, 19-25        |
| 17ª giornata - 20 febbraio 2005 PalaDionigi, Sant'Angelo in Lizzola | Robursport Pesaro | 3 - 0 | Airone             | 25-17, 25-21, 25-18        |
| 18ª giornata - 26 febbraio 2005 Palazzetto dello Sport, Bari Sardo  | Airone            | 3 - 1 | Vicenza            | 22-25, 25-21, 25-17, 25-22 |
| 19ª giornata - 6 marzo 2005 PalaNorda, Bergamo                      | Bergamo           | 3 - 0 | Airone             | 25-16, 25-16, 25-20        |
| 20ª giornata - 13 marzo 2005 Palazzetto dello Sport, Bari Sardo     | Airone            | 3 - 0 | Reggio Emilia      | 25-19, 25-21, 25-20        |
| 21ª giornata - 20 marzo 2005 PalaCooper, Santeramo in Colle         | Santeramo         | 3 - 0 | Airone             | 25-21, 25-23, 28-26        |
| 22ª giornata - 23 marzo 2005 Palazzetto dello Sport, Bari Sardo     | Airone            | 1 - 3 | Sirio Perugia      | 20-25, 26-24, 19-25, 25-27 |

### Coppa Italia

#### Fase a gironi
| 1ª giornata - 26 settembre 2004 Palazzetto dello Sport, Nuoro     | Airone  | 0 - 3 | Vicenza | 20-25, 22-25, 13-25               |
| 2ª giornata - 6 ottobre 2004 PalaPanini, Modena                   | Modena  | 3 - 0 | Airone  | 25-18, 24-26, 25-17, 25-18        |
| 4ª giornata - 20 ottobre 2004 Palasport Città di Vicenza, Vicenza | Vicenza | 3 - 2 | Airone  | 27-25, 26-28, 25-22, 19-25, 16-14 |
| 5ª giornata - 27 ottobre 2004 Palazzetto dello Sport, Nuoro       | Airone  | 3 - 1 | Modena  | 25-20, 22-25, 25-23, 25-18        |

## Statistiche

### Statistiche di squadra
| Competizione | Punti | In casa | In casa | In casa | In trasferta | In trasferta | In trasferta | Totale | Totale | Totale |
| Competizione | Punti | G       | V       | P       | G            | V            | P            | G      | V      | P      |
| ------------ | ----- | ------- | ------- | ------- | ------------ | ------------ | ------------ | ------ | ------ | ------ |
| Serie A1     | 20    | 11      | 5       | 6       | 11           | 2            | 9            | 22     | 7      | 15     |
| Coppa Italia | 4     | 2       | 1       | 1       | 2            | 0            | 2            | 4      | 1      | 3      |
| Totale       | -     | 13      | 6       | 7       | 13           | 2            | 11           | 26     | 8      | 18     |

G = partite giocate; V = partite vinte; P = partite perse

### Statistiche dei giocatori
| Giocatore         | Serie A1 | Serie A1 | Serie A1 | Serie A1 | Serie A1 | Coppa Italia | Coppa Italia | Coppa Italia | Coppa Italia | Coppa Italia | Totale | Totale | Totale | Totale | Totale |
| Giocatore         | P        | PT       | AV       | MV       | BV       | P            | PT           | AV           | MV           | BV           | P      | PT     | AV     | MV     | BV     |
| ----------------- | -------- | -------- | -------- | -------- | -------- | ------------ | ------------ | ------------ | ------------ | ------------ | ------ | ------ | ------ | ------ | ------ |
| M. Caponi         | 22       | 136      | 81       | 36       | 19       | 4            | 23           | 17           | 6            | 0            | 26     | 159    | 98     | 42     | 19     |
| V. Conte          | 10       | -        | -        | -        | -        | 1            | -            | -            | -            | -            | 11     | -      | -      | -      | -      |
| A. Karczmarzewska | 20       | 140      | 117      | 12       | 11       | 3            | 33           | 32           | 1            | 0            | 23     | 173    | 149    | 13     | 11     |
| M. Likhtenchtein  | 15       | 41       | 31       | 8        | 3        | -            | -            | -            | -            | -            | 15     | 41     | 31     | 8      | 3      |
| T. Men'šova       | 22       | 295      | 269      | 19       | 7        | 4            | 42           | 35           | 5            | 2            | 26     | 337    | 304    | 24     | 9      |
| E. Muri           | -        | -        | -        | -        | -        | 1            | 0            | 0            | 0            | 0            | 1      | 0      | 0      | 0      | 0      |
| N. Osmokrović     | 22       | 346      | 296      | 33       | 17       | 4            | 76           | 62           | 9            | 5            | 26     | 422    | 358    | 42     | 22     |
| B. Sekulić        | 22       | 247      | 163      | 74       | 10       | 4            | 44           | 33           | 9            | 2            | 26     | 291    | 196    | 83     | 12     |
| M. Sesti          | 17       | -        | -        | -        | -        | 3            | -            | -            | -            | -            | 20     | -      | -      | -      | -      |
| A. Székelyová     | 17       | 25       | 18       | 6        | 1        | 3            | 9            | 6            | 2            | 1            | 20     | 34     | 24     | 8      | 2      |
| M. Wagner         | 9        | 66       | 49       | 11       | 6        | 3            | 25           | 22           | 3            | 0            | 12     | 91     | 71     | 14     | 6      |

P = presenze; PT = punti totali; AV = attacchi vincenti; MV = muri vincenti; BV = battute vincenti